# Bertrand Dermoncourt
Bertrand Dermoncourt, né en mars 1970, est un journaliste, éditeur, chef d'entreprise et auteur d'ouvrages sur la musique, notamment la musique classique.
Il a débuté dans des « fanzines » de rock, durant les années 1980. En 1998, il cofonde la revue Classica dont il est dès l'origine directeur de la rédaction. Critique musical du journal L'Express, il dirige par ailleurs une collection de biographies de compositeurs aux éditions Actes Sud. Il est également membre du comité éditorial de la collection « Bouquins » de Robert Laffont et membre du jury du prix Pelléas.
À la demande du président de la République Emmanuel Macron, il est choisi comme conseiller artistique de « L’Année Debussy » à l’occasion des célébrations du centenaire de la mort du compositeur en 2018,. Après avoir quitté Classica, il est nommé directeur de la musique de Radio Classique en mars 2018, puis directeur général.
En 2020, après le rachat de la chaîne Mezzo et de Medici.tv, il ajoute à ses fonctions celle de Conseiller (puis directeur en 2024) à la Musique pour le Pôle Musique Classique du Groupe Les Échos – Le Parisien (LVMH). À l'occasion du centenaire du Festival de Salzbourg, il fonde les Amis français du festival,,,,.

## Publications

### Ouvrages
- 1997 : David Bowie, Paris, Prélude et Fugue, 128 pages
- 1998 : Depeche Mode, Paris, Prélude et Fugue, 128 pages
- 1998 : The Cure, Paris, Prélude et Fugue,128 pages
- 2001 : The Cure de A à Z, Paris L'Étudiant, 126 pages
- 2002 : Sonic Youth de A à Z , Paris, Prélude et Fugue, 128 pages
- 2005 : Depeche Mode de A à Z , Paris, Éditions L'Express, 111 pages
- 2005 : David Bowie de A à Z, Paris, Éditions L'Express, 119 pages
- 2005 : The Cure de A à Z, Paris, Éditions L'Express, 117 pages
- 2006 : Tout Mozart : encyclopédie de A à Z (direction), Paris, Robert Laffont, collection « Bouquins », 1093 pages[16],[17],[18]
- 2006 : Dimitri Chostakovitch, Arles, Actes Sud, 238 pages[19]
- 2009 : Tout Bach (direction), Paris, Robert Laffont, collection « Bouquins », 895 pages[20],[21],[22],[23]
- 2010 : Dictionnaire encyclopédique Wagner (collaboration), Arles, Actes Sud/Cité de la musique, 2480 pages.
- 2012 : L’Univers de l’opéra : œuvres, scènes, compositeurs, interprètes (direction), Paris, Robert Laffont, collection « Bouquins », 1214 pages[24]
- 2012 : La Discothèque idéale de la musique classique (direction), Arles Actes Sud, 284 pages[25]
- 2013 : Igor Stravinski, Arles, Actes Sud, 205 pages[26],[27],[28]
- 2013 : Tout Verdi, Paris, Robert Laffont, collection « Bouquins », 850 pages[29]
- 2013 : La Discothèque idéale de l’opéra (direction), Arles, Actes Sud, 308 pages[30]
- 2014 : Michka Assayas, Le Nouveau dictionnaire du rock (collaboration), Paris, Robert Laffont, collection « Bouquins », 3792 pages[31]
- 2014 : Berlin : histoire, promenades, anthologie et dictionnaire (collaboration), Paris, Robert Laffont, collection « Bouquins », 1152 pages[32]
- 2015 : Stefan Zweig, Le retour de Gustav Mahler (édition et introduction), Arles, Actes Sud, 58 pages[33]
- 2015 : David Bowie, préface d’Éric Dahan, Arles, Actes Sud, coll. « Rocks », 2015[34],[35]
- 2018 : Valery Gergiev : Rencontre, entretiens, Arles, Actes Sud, 2018[36],[37],[38].
- 2018 : Stefan Zweig, Seuls les vivants créent le monde (édition et introduction), Paris, Robert Laffont, 180 pages[39].
- 2020 : Stefan Zweig, La chambre aux secrets (édition et introduction), Paris, Robert Laffont, 320 pages[40].
- 2021 : Nikolaus Harnoncourt : Le Baiser des muses, Entretiens avec Bertrand Dermoncourt, Préface de Gidon Kremer, Arles, Actes Sud, 128 pages[41],[42].
- 2021 : Serge Dorny : Penser l'opéra à présent (contribution, avec Alexander Neef), Arles, Actes Sud, 144 pages[43],[44].
- 2021 : Stefan Zweig, Vienne, ville de rêves (édition et introduction), Paris, Bouquins, 432 pages[45].
- 2022 : Stefan Zweig, L'âme humaine (édition et introduction), Paris, Bouquins, 288 pages[46].
- 2023 : Martin Engström : De Stockholm à Verbier. Une vie pour la musique. Entretiens avec Bertrand Dermoncourt, Arles, Actes Sud. 192 pages[47],[48],[49],[50].
- 2023 : Dictionnaire des femmes mémorables (collaboration), Paris, collection « Bouquins », 1564 pages[51].
- 2024 : Stefan Zweig, Mélancolie de l'Europe (édition et introduction), Paris, Plon, 270 pages[52]

### Articles
- « Entretien avec Philippe Sollers : « Philippe Sollers, musique et infini » », Classica, no 37,‎ 2001 (ISSN 1287-4329, lire en ligne)
- « Entretien avec Hélène Grimaud : « La musique parle ouvertement à l'âme » », L'Express,‎ 2005 (lire en ligne)
- « Entretien avec Valery Gergiev : « Karajan m'a tout appris » », L'Express, Paris,‎ 2005 (lire en ligne)
- « Entretien avec Nikolaus Harnoncourt : « La musique va bien au-delà de la beauté » », L'Express,‎ 2007 (lire en ligne)
- « Entretien avec Philippe Jaroussky : « Je cherche la magie originelle du baroque » », L'Express,‎ 2009 (lire en ligne)
- « Entretien avec Aubert de Villaine : « Romanée-conti : un millésime est une sort de scénario de film » », L'Express,‎ 2015 (lire en ligne)
- « Entretien avec Roberto Alagna : « Sur scène et dans la vie, je suis le même » », L'Express,‎ 2015 (lire en ligne)
- « Entretien avec Martin Gore de Depeche Mode : « L'album le plus cohérent de Depeche Mode est Violator »», L'Express, 2009 (